# Hypoestes macilenta
Hypoestes macilenta är en akantusväxtart som beskrevs av Raymond Benoist. Hypoestes macilenta ingår i släktet Hypoestes och familjen akantusväxter. Inga underarter finns listade i Catalogue of Life.